# 尻屋崎港
もしかして
- 尻屋岬港

ではありませんか？